# Kirche Hl. Apostel Peter und Paul (Sremski Karlovci)

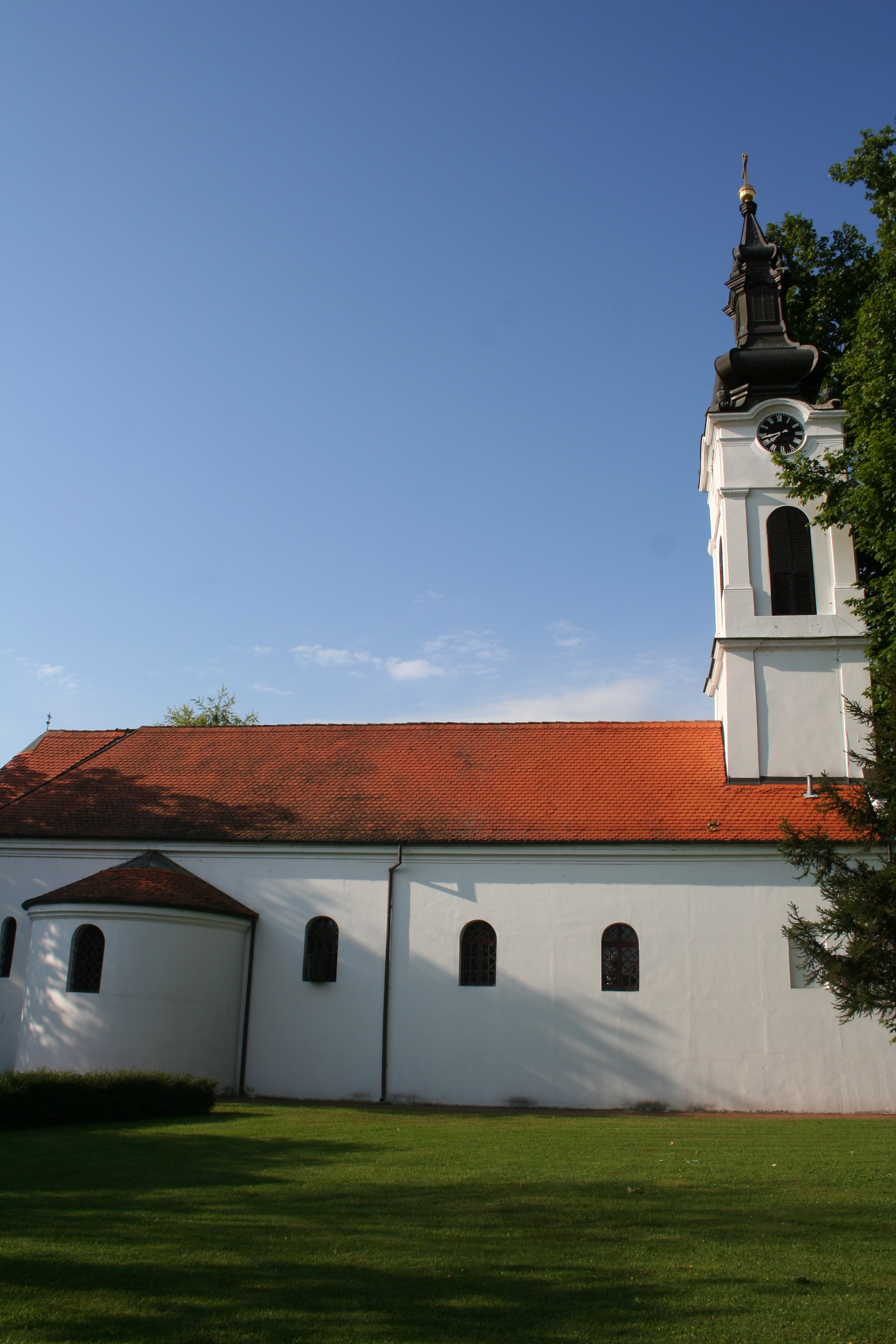
Die Nordseite der Kirche Hl. Apostel Peter und Paul in Sremski Karlovci

Die Kirche Hl. Apostel Peter und Paul (serbisch: Црква Светих апостола Петра и Павла, Crkva Svetih apostola Petra i Pavla) auch als Donja crkva (Untere Kirche) bekannt, in der Stadt Sremski Karlovci, ist eine serbisch-orthodoxe Kirche in der nordserbischen autonomen Provinz Vojvodina.
Das von 1718 bis 1719 erbaute Kirchengebäude ist den Hll. Aposteln Peter und Paul geweiht und ist die Pfarrkirche der Pfarreien I und II der Kirche Hl. Apostel Peter und Paul zu Sremski Karlovci, im Dekanat Sremski Karlovci, der Eparchie Srem, der Serbisch-Orthodoxen Kirche.
Als unbewegliches Kulturgut besitzt die Kirche den Status eines Kulturdenkmals von großer Bedeutung und steht unter staatlichem Schutz. Sie ist eines der bedeutendsten und wertvollsten Gebäude im alten Stadtkern von Sremski Karlovci, der eine räumliche kulturelle und historische Einheit von außerordentlicher Bedeutung für ganz Serbien darstellt.

## Lage
Das Kirchengebäude steht im östlichen Zentrum des alten Stadtkernes von Sremski Karlovci. Unweit nördlich der Kirche fließt die Donau und westlich des Gotteshauses, der Bach Stražilovački Potok. 
Die Kirche steht an der Straße Ulica Mitropolita Stratimirovića, bei der Einmündung der Straße Ulica Jovana Jovanovića Zmaja, in die Ulica Mitropolita Stratimirovića. Die genaue Adresse der Kirche lautet Ulica Mitropolita Stratimirovića Nr. 15.
In der nahen Umgebung der Kirche stehen weitere bedeutende Bauten der Stadt. Darunter die Serbisch-orthodoxe Kathedrale Hl. Nikolaus, der Patriarchen-Palast mit dem Patriarchen-Park, der alte Patriarchen-Palast, die römisch-katholische Dreifaltigkeitskirche, das Rathaus, das Theologische Seminar Hl. Arsenius von Srem und das Gymnasium.
Im großen umzäunten Kirchhof mit großem Eingangstor, der eine kleine Parkanlage bildet, befinden sich neben der Kirche: eine kleine Kapelle, das Pfarrhaus mit Nebengebäuden, das Denkmal für den Generalen Đorđe Stratimirović, ein Ständer zum Kerzen entzünden, ein Kirchenbrunnen, Sitzbänke, dekorative Blumenbeete und ein kleiner Kinderspielplatz. 

### Alte Platane bei der Kirche
Auch einige Bäume stehen im Kirchenhof, darunter eine Platane, die heute unter staatlichem Schutz steht und ein großartiges Naturdenkmal von Sremski Karlovci darstellt. Die Platane steht unmittelbar westlich der Kirche. Kurz nach der Erbauung der Kirche wurde die Platane gepflanzt, der Setzling wurde aus Wien gebracht. Der über 300 Jahre alte Baum mit großer und üppiger Krone, versetzt viele Gläubige und Besucher ins Staunen.

## Geschichte

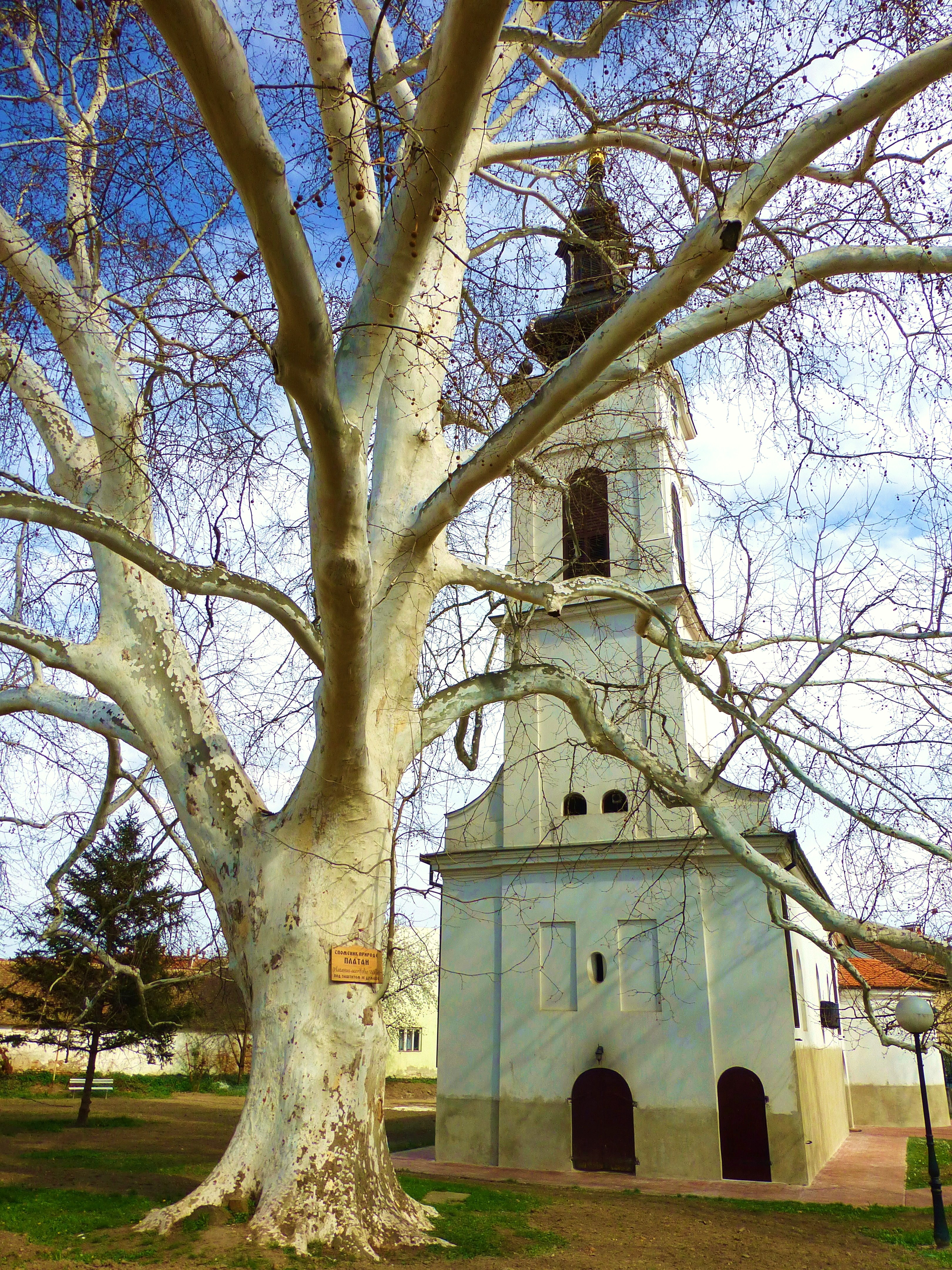
Blick auf die Kirche und die alte Platane von Westen

Im Jahr 1545 hatte Sremski Karlovci 547 serbische Einwohner. In der Stadt standen drei serbisch-orthodoxe Kirchen und ein Kloster. Die Kirche Hl. Apostel Peter und Paul wurde erstmals 1599 urkundlich erwähnt. Von 1718 bis 1719 wurde das heutige Kirchengebäude auf den alten Fundamenten erbaut, denn die Türken hatten 1716, bei ihrem Rückzug nach der Schlacht von Petrovaradin, das alte Gotteshaus zerstört.
Petar Petrović Njegoš wurde am 13. Oktober 1784 vor dem Altar der Kirche zum Bischof geweiht. Der montenegrinische Vladika und später als Hl. Petar Cetinjski kanonisierte, Njegoš, gilt als eine bedeutende Persönlichkeit der serbischen Geschichte.
Im Laufe ihrer langen Geschichte wurde die Kirche mehrmals renoviert und durch diese Umbauten erhielt das Kirchengebäude sein heutiges Aussehen. 1793 wurde das Kirchengebäude restauriert. 
Die Ikonen in dem Narthex wurden 1794 vom Maler Stefan Gavrilović gemalt, während die Ikonen der Ikonostase Werke des Malers Pavle Čortanović darstellen. Die reichhaltigen Holzschnitzereien stammen aus der Werkstatt des Holzschnitzer-Meisters, Marko Vujatović, dessen Schüler, Pavle Bošnjaković, die Ikonostase im Jahre 1828 beendete. 1829 fertigte der Maler Dimitrije Bratoglić die Ikonen und Fresken an den Kirchenwänden. Bratoglić malte auch einige der Ikonen der Ikonostase. Seine endgültige architektonische Form erreichte das Gotteshaus zwischen 1808 und 1857.
Unweit der Kirche steht das Haus, in dem sich später der Kommandant der russischen Weißen Armee, Pjotr Nikolajewitsch Wrangel, niederließ. 
Die letzte größere Renovierung dauerte von 1991 bis 1999, danach wurden in der Kirche wieder regelmäßige Gottesdienste (Göttliche Liturgien) abgehalten. Die renovierte Kirche wurde 2014 vom Metropoliten der Metropolie von Montenegro und dem Küstenland, Amfilohije, und dem Bischof der Eparchie Srem, Vasilije, feierlich eingeweiht (inthronisiert).
In den letzten Jahren wurden die Außenfassaden der Kirche teilweise erneuert und neu gestrichen. Auch eine kleine Kapelle wurde nördlich neben der Kirche erbaut.

## Architektur
Der Grundriss der relativ kleinen einschiffigen Kirche hat die Form einer Dreikonchenanlage. Das Kirchengebäude ist mit einer halbrunden erweiternden Altar-Apsis im Osten, halbrunden Seitenkonchen im östlichen Ende des Naos und einem Narthex mitsamt einem hohen barocken Kirchturm, den eine mehrgeschossige Zwiebelturmkappe krönt, im Westen, erbaut.
Der äußere und innere Narthex sind gewölbt. Das Kirchenschiff ist in drei Joche unterteilt, von denen sich das dritte unter der Soleia befindet, in Form eines flachen elliptischen Gewölbes mit tiefen Fensternischen.
Die Kirche ist aus natürlichem (weißem) Stein gebaut und verfügt über einfache ausgearbeitete weiß gestrichene Fassaden im Stil des Barock. Lediglich der nach der traditionellen habsburgischen Manier, erbaute barocke Kirchturm, besitzt eine reichere dekorative Verzierung, in Form von flachen Pilastern mit einfachen Kapitellen. Über der Zone des zweiten Stockwerks befindet sich auf jeder Seite des Kirchturms eine schwarze Uhr mit Mechanismus.
Der Haupteingang der Kirche befindet sich an der Westfassade; auch gibt es einen kleinen Nebeneingang an der Westfassade und einen zweiten Nebeneingang an der Südseite der Kirche. Über dem Haupteingang im Westen befinden sich, seit 2024, in zwei Blindfenstern, jeweils ein Mosaik, dass einen der zwei Kirchenpatrone Hl. Peter und Paul darstellt. Die Kirche besitzt zwei Kirchenkreuze. Eines auf der Spitze des Kirchturmes und das andere am Ostende des Naos.
Der Kircheninnere wird von der prächtigen, reich an dekorativen Schnitzereien, mehrgeschoßigen und mehrtürigen Ikonostase mitsamt Ikonen dominiert. Die Ikonostase und Ikonen sind im Stil des Klassizismus gehalten. Dies ist an den zusammengesetzten Säulen mit Girlanden, Vasen über den Thronikonen und Türen sowie ausgewogenen und symmetrischen Formen der Ikonen erkennbar.
Im Kircheninnenraum befinden sich zudem, der Gottesmutter- und Bischofsthron, Kronleuchter, Chorgestühl, und Chorständer. Die Kirche verfügt über einen Chorbalkon im westlichen Kirchenschiff. Die Kirchenwände sind mit großen weißen Fliesen, Wandmalereien und Wandikonen geschmückt. 

## Galerie

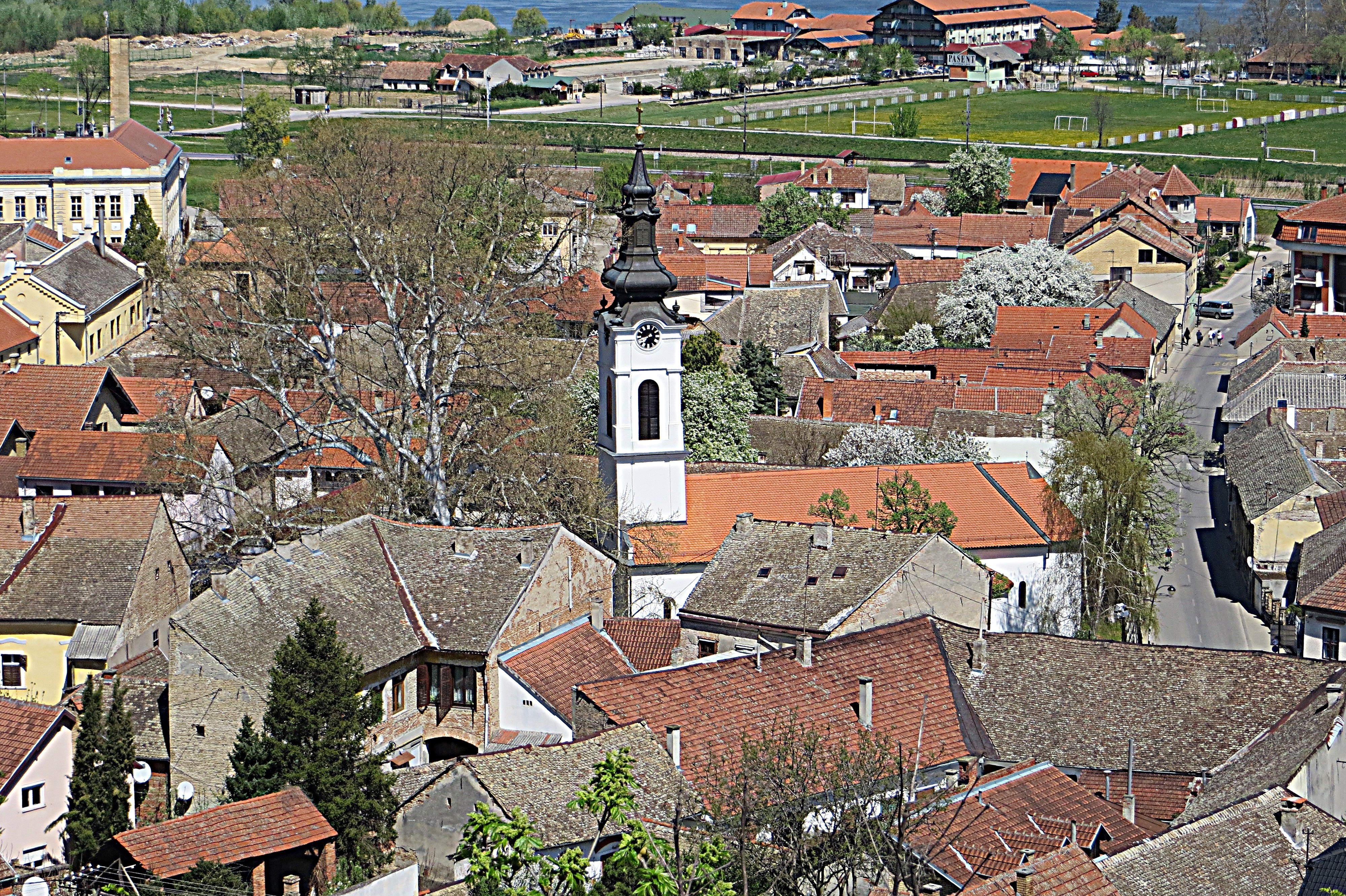
Die Kirche mit umgebenden Häusern
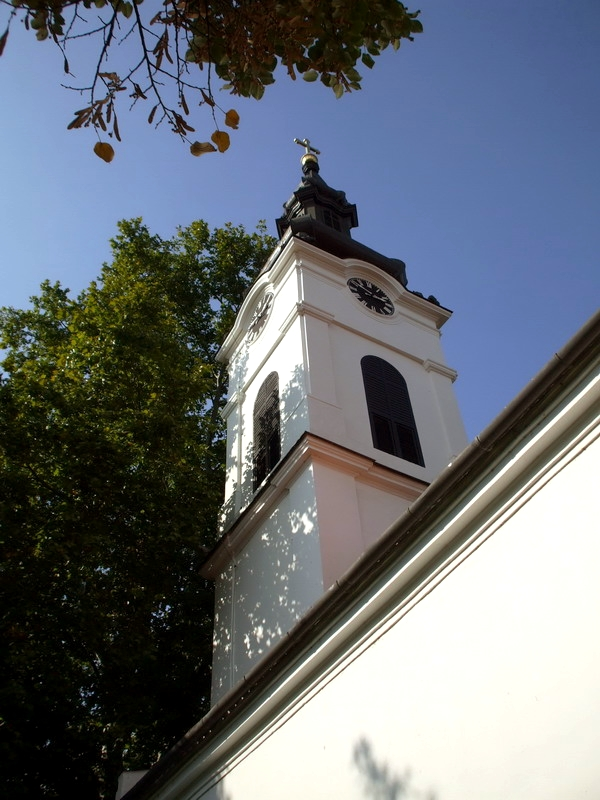
Der Kirchturm
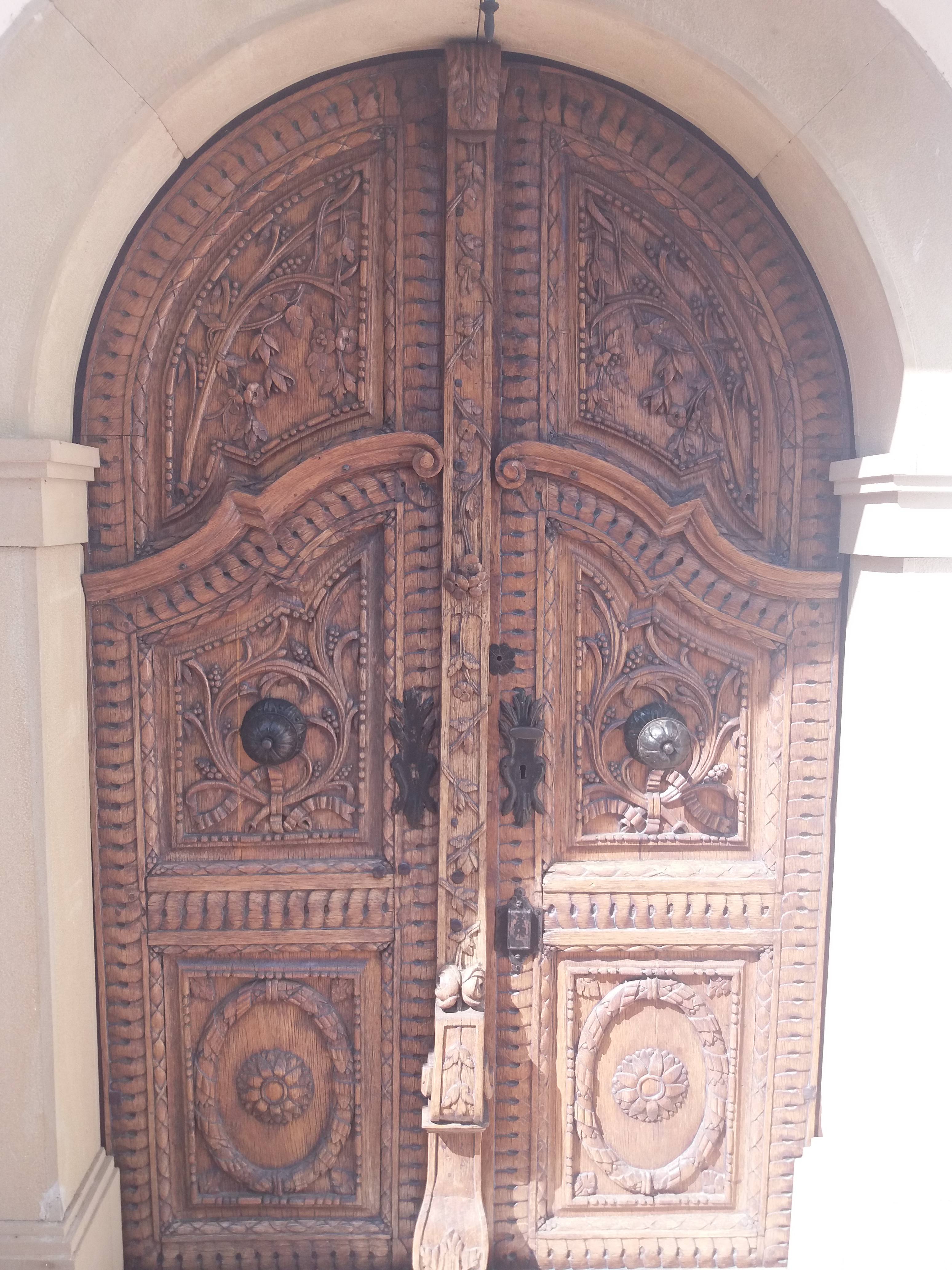
Der Südeingang
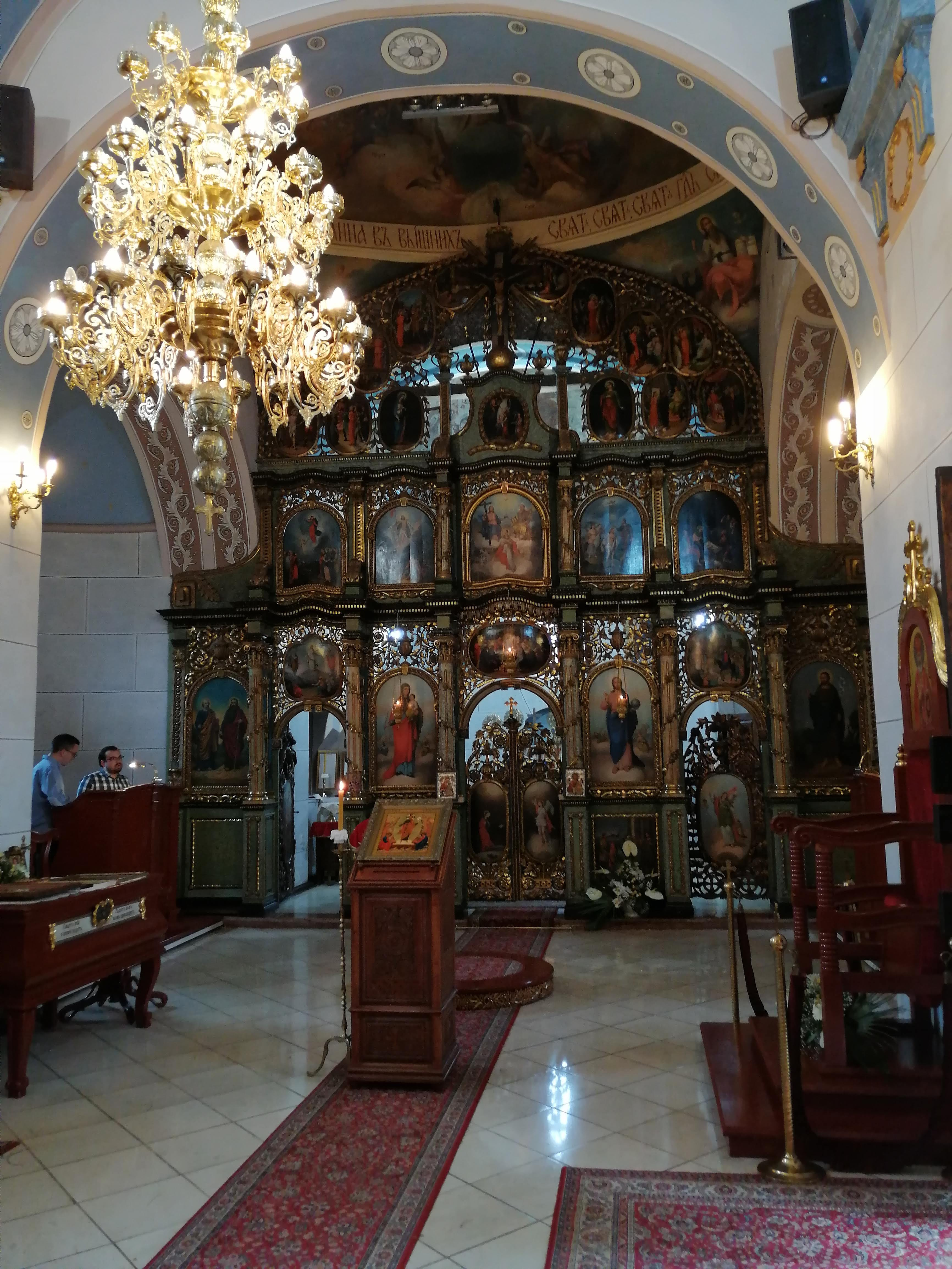
Die Ikonostase
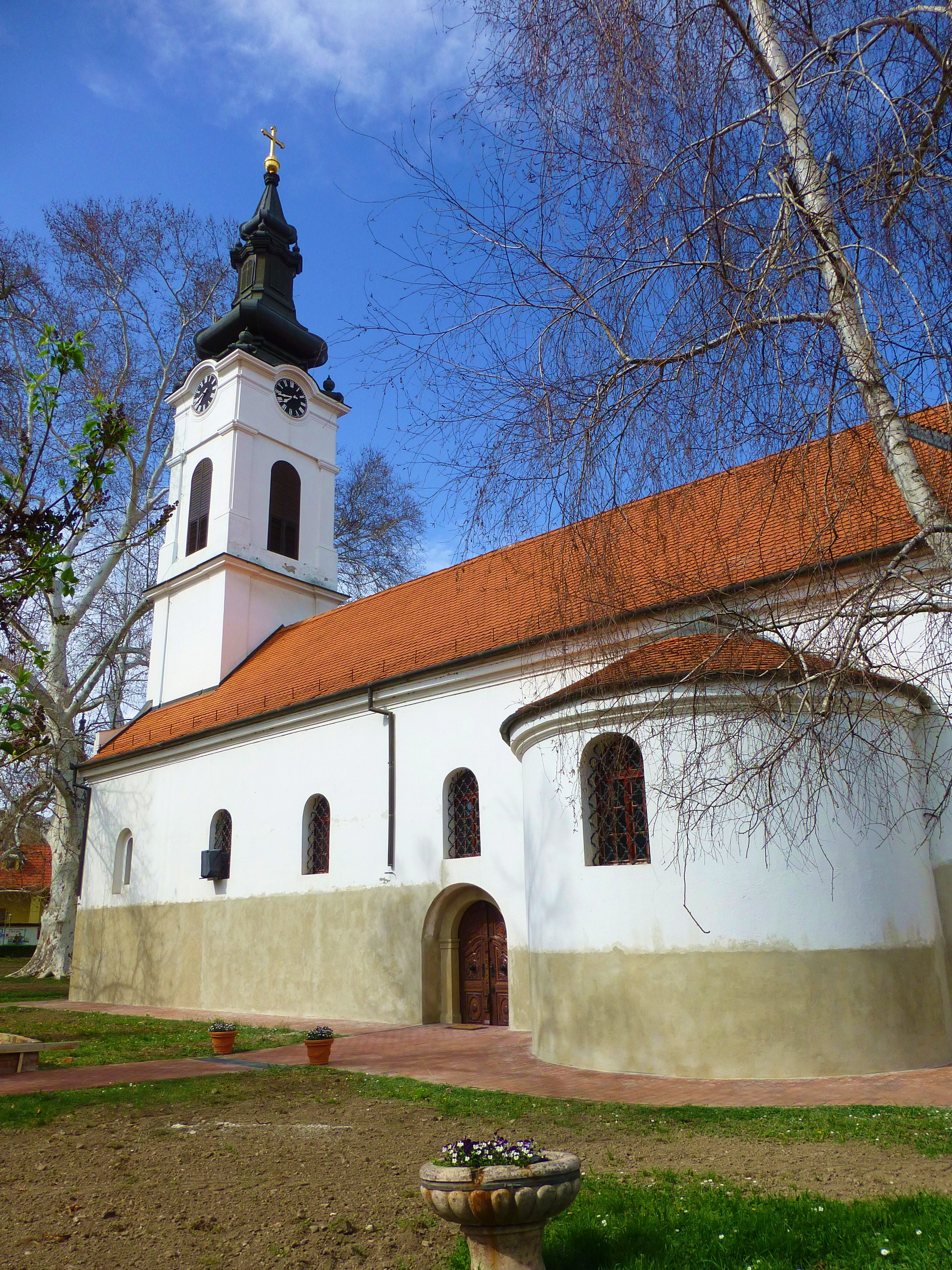
Die Südseite mit Seitenkonche und Naos
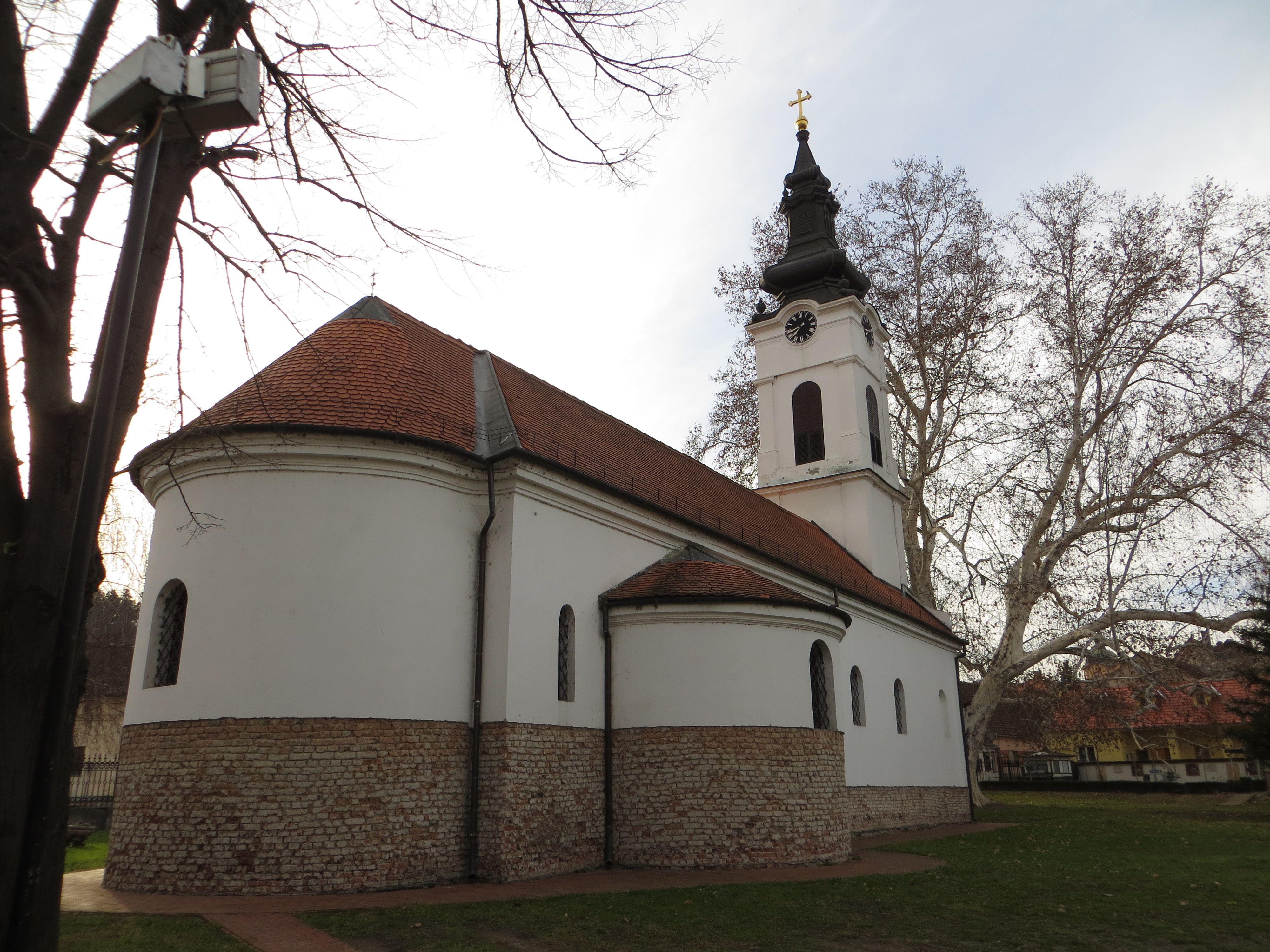
Die Kirche von Osten